# Pfarrkirche Hagenberg

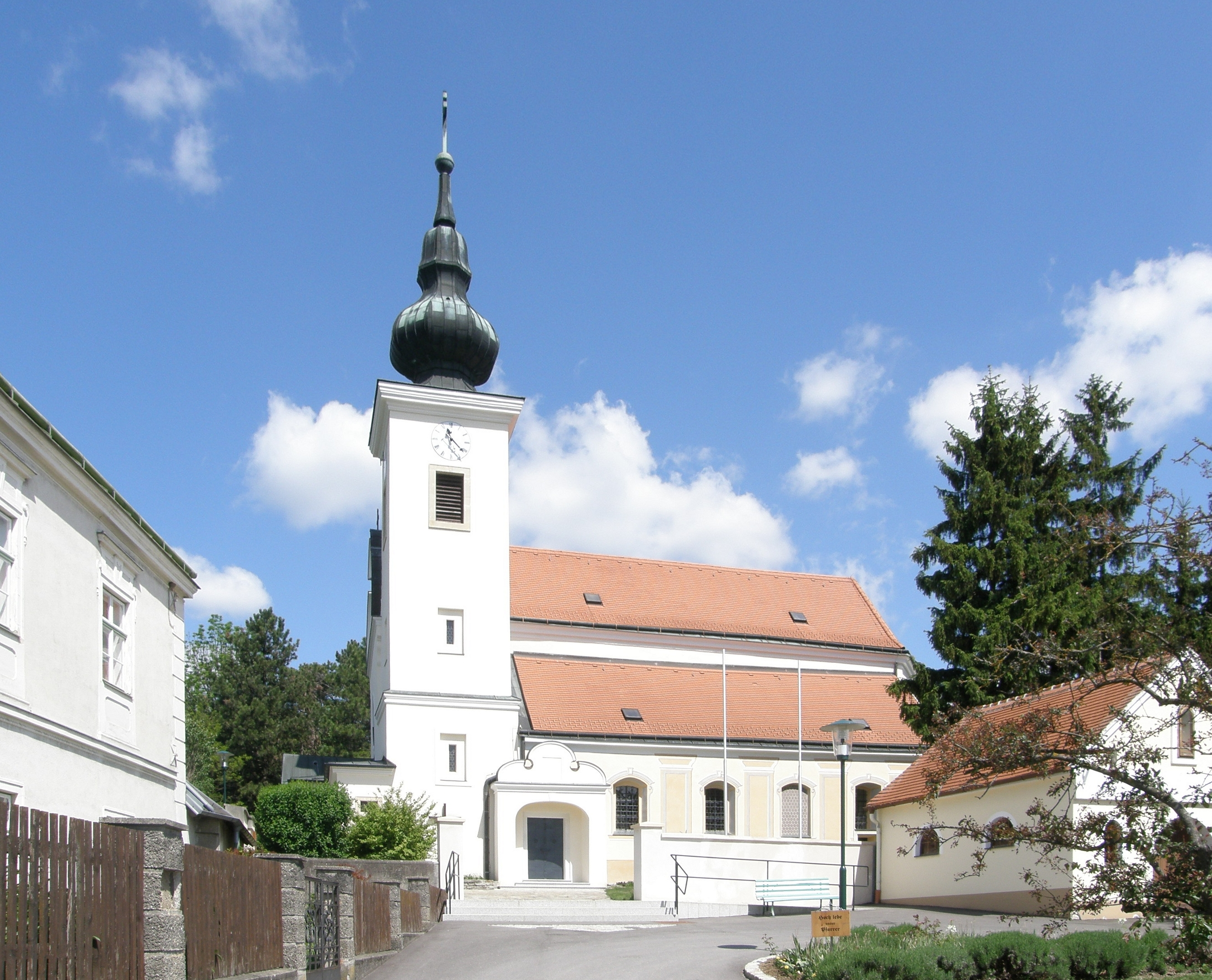
Katholische Pfarrkirche hl. Ägydius in Hagenberg

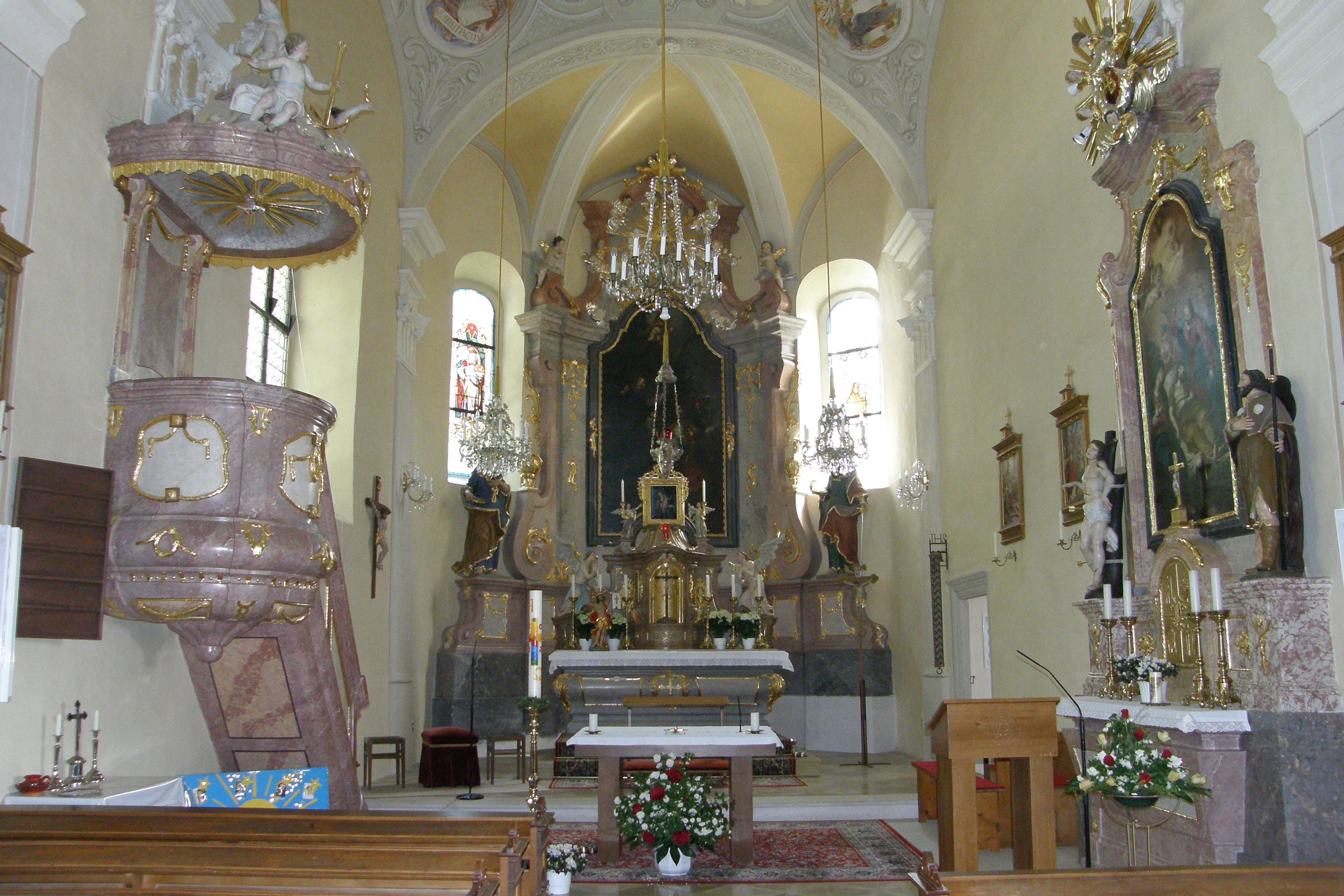
Langhaus, Blick zum Chor

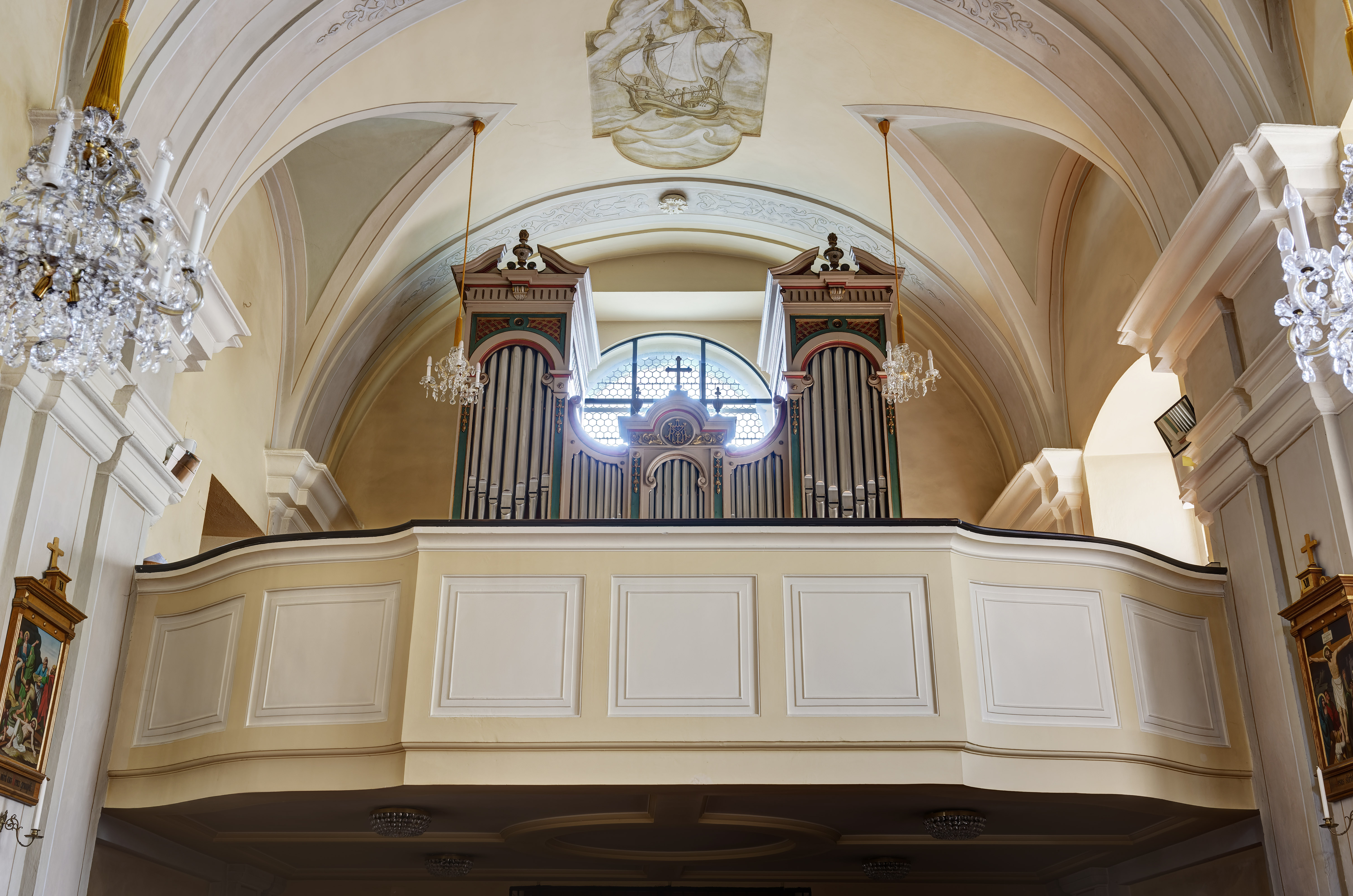
Orgel

Die römisch-katholische Pfarrkirche Hagenberg steht leicht erhöht hinter der Nordwestecke des Hauptplatzes in der Ortschaft Hagenberg in der Gemeinde Fallbach im Bezirk Mistelbach in Niederösterreich. Die dem Patrozinium des hl. Ägidius unterstellte Pfarrkirche gehört zum Dekanat Laa-Gaubitsch im Vikariat Unter dem Manhartsberg der Erzdiözese Wien. Die Kirche steht unter Denkmalschutz (Listeneintrag).

## Geschichte
Die Pfarre wurde urkundlich zwischen 1230 und 1264 gegründet.
Das ursprünglich romanische Langhaus aus dem Ende des 12. Jahrhunderts hat im Dachboden in der Südwand zwei abgefaste romanische Schlitzfenster. Der gotische Chor und die Sakristei entstanden im Anfang des 14. Jahrhunderts. Die Kirche wurde um 1693 barockisiert. Das Chorinnere wurde nach einem Brand 1760 barockisiert.

## Architektur
Das Kirchenäußere zeigt ein Langhaus und einen gleich breiten Chor unter einem gemeinsamen Satteldach. Die Westfront hat über einem profilierten Traufgesims einen geschwungenen Volutengiebel. Die Langhausnordwand hat Rundbogenfenster und abgetreppte Strebepfeiler mit Pultdächern, an der Langhaussüdwand steht ein niedrigeres barockes Seitenschiff mit einer im Osten anschließenden Sakristei unter einem gemeinsamen Pultdach. Die Fassaden sind einheitlich mit Illusionsmalerei nach barockem Vorbild gestaltet und zeigen gemalte Pilaster und barocke Fensterrahmungen. Der gotische Chor zeigt hohe zweifach abgetreppte Strebepfeiler, das östliche zweibahnige Maßwerkfenster ist vermauert. An der Südwestecke des Langhauses steht ein dominierender Turm mit einem barocken Zwiebelhelm, er zeigt in den unteren Geschoßen gotisches Mauerwerk. Die Vorhalle im Westen hat einen Dreieckgiebel, die Vorhalle im Süden einen barock geschwungenen Giebel.
Das Kircheninnere zeigt ein dreijochiges Langhaus mit einer Stichkappentonne auf Pilastern auf stark profilierten Gesimsen, die ornamentale Deckenmalerei zeigt sich mit gemalten Gurtbögen, die Langhaussüdwand hat eine korbbogige Arkades zum flach gedeckten Seitenschiff. Die westliche Orgelempore wurde 1951 erneuert. Der höher angelegte gleich breite Chor beginnt mit einem Doppelgurtbogen als Triumphbogen, der einjochige Chor hat einen Dreiachtelschluss und ein Platzlgewölbe über Pilastern. Die Deckenmalerei im Chor in der Art wie im Langhaus schuf der Maler Apart Szass in der Mitte des 20. Jahrhunderts. Die zweijochige Sakristei hat Kreuzrippengewölbe auf Konsolen und scheibenförmige Schlusssteine.

## Einrichtung
Der Hochaltar als spätbarocker stuckmarmorierter Wandaltar mit einem bekrönenden geschwungenen Giebel entstand im dritten Viertel des 18. Jahrhunderts, er zeigt das Hochaltarblatt hl. Ägydius mit dem Westgoten Wamba von Franz Anton Maulbertsch und trägt die seitlichen Konsolfiguren der Heiligen Peter und Paul, auf dem freistehenden Altartisch steht ein Tabernakel mit einem kleinen Ölbild Maria mit Kind aus dem 18. Jahrhundert in einem spätbarocken Rahmen.
Der Seitenaltar an der südlichen Chorwand ist ein stuckmarmoriertes Altarretabel um 1770, er zeigt das Altarblatt Tod des hl. Josef und die Seitenfiguren der Heiligen Franz und Theresia. Der Altar im südlichen Seitenschiff hat über Säulen einen Segmentbogengiebel und seitlich Rokokogitterwerk aus dem dritten Viertel des 18. Jahrhunderts, er zeigt das Altarbild Mariahilf aus der zweiten Hälfte des 18. Jahrhunderts. Die Kanzel entstand um 1770. Im Turmerdgeschoß steht die Statue hl. Johannes Nepomuk 1777. Das Hängekruzifix ist barock.
Die Orgel baute Karl Neusser 1898. Die Glocken goss Johann Caspar Schelchshorn 1693.

## Grabdenkmäler
- An der nördlichen Chorwand ein Epitaph aus rotem Marmor mit schwarzer Inschriftplatte zu Karl Maria Sinzendorf gestorben 1776, gesetzt von seinem Sohn Karl Ludwig Sinzendorf.
- Im Seitenschiff ein rotmarmornes Epitaph zu Benedictus Klang 1759 und ein rotmarmornes Epitaph zu Theresia Klang 1770 und ein Grabstein mit Wappen zu Carolus Michael Tobias Sinzendorf 1772.
- Im Boden des Seitenschiffes eine Grabplatte aus Sandstein mit Wappen und abgekommener Inschrift.